# Třebovický tunel
Třebovický tunel je železniční dvojkolejný tunel, který se nachází v katastru obce Třebovice v okrese Ústí nad Orlicí na železniční trati Česká Třebová – Přerov v úseku km 7,675–7,770, mezi železničními stanicemi Třebovice v Čechách a Rudoltice v Čechách. V rámci výstavby třetího železničního koridoru byl dán do provozu v červenci 2006, kdy v nově trasované přeložce nahradil nevyhovující starý Třebovický tunel, jehož provoz byl ukončen 8. dubna 2005.

## Popis
Nový Třebovický tunel o délce 95 m je umístěn v Třebovské bráně a je veden v severozápadním svahu. Z navržených tří variant byla v roce 2003 vybrána přeložka, která kříží silnici I/43 Česká Třebová – Svitavy a starý Třebovický tunel. Přeložka je vedena v směrovém oblouku o průměru 970 m, v km 7,463–7,505 v mělkém zářezu, v km 7,505–7,675 v zářezu až 9,5 m hlubokém, v km 7,675-7,770 vstupuje do krátkého 95 m dlouhého tunelu s křížením starého tunelu, pokračuje v km 7,770–7,850 opět v hlubokém zářezu a v km 7,850–7,868 v mělkém zářezu. V km 9,3 využívá původní opuštěnou trasu z roku 1866, v km 12,036 přeložka končí. 
Provedení tunelu bylo zvoleno tak, aby odolávalo tlakům nestabilního podloží. Tunel je postaven do sedimentárních hornin svrchní křídy a neogenních, vysoce plastických jílů, které po nasycení vodou bobtnají a vykazují velké tlaky na stěny tunelu. Horní ostění starého tunelu se nachází asi 2,75 m pod spodní hranou desky dna nového tunelu. Ve starém tunelu bylo provedeno odvodnění a pak byl zaplaven popílkocementovou směsí. V místě křížení byla provedená pilotáž s piloty o průměru 1,2 m ve vzdálenosti 0,8–0,9 m, hloubka pilot je 24 m pod úroveň terénu.
Výstavba nového tunelu proběhla v otevřeném zářezu, hornina byla těžena pod stropní deskou, která rozpínala stěny tunelu. Tunel je konstruován z podzemních stěn o tloušťce 0,8 m, které jsou zapuštěny 24 m pod úroveň terénu. V koruně tunelu byla vestavěna stropní rozpírací železobetonová deska o tloušťce 1,2 m. Dno tunelu pod kolejovým ložem tvoří rozpírací železobetonová deska o tloušťce jeden metr. Podloží tunelu bylo odvodněno pomocí geodrénů a k zvýšení stability podloží byla provedena trysková injektáž a povrchová část promíchaná s inertním materiálem, páleným vápnem a cementem.
Dokončený tunel v délce 95 m byl zahrnut. Výška nadloží se pohybuje v rozmezí 0,6–2,3 m. Stávající silnice vede ve své původní trase a vedle ní za ochranným valem je vybudován biokoridor v podobě vegetačního pásu.
Před portály byly vybudovány zářezy o hloubce 5–11 m, v délce 170 m před třebovickým portálem a 80 m před rudoltickým portálem, které jsou zajištěny podzemními stěnami obdobné konstrukce jako v tunelové části. Při výstavbě podzemních stěn byly částečně kotveny a částečně rozepřeny ocelovými rozpěrami. Stavba probíhala v období září 2004 – červenec 2005 a bylo na ni vynaloženo 271,9 miliónů korun.